# Syndrome nerveux des hautes pressions
Le syndrome nerveux des hautes pressions (SNHP) (en anglais : high pressure nervous syndrome, HPNS) est une dangereuse pathologie neurologique de la plongée sous-marine qui survient lorsque le plongeur reste trop longtemps en immersion profonde, plus de 130 mètres, en respirant de l'Héliox. 
Il entraîne des symptômes de nausées, vomissements, tremblements,  confusions, des troubles psychomoteurs et intellectuels. Les désordres peuvent être atténués par l'utilisation de mélange hélium-azote-oxygène (trimix) ou de mélange hydrogène-hélium-oxygène (hydreliox).
Le SNHP a été décrit et nommé pour la première fois, par les docteurs Ralph W Brauer, Robert Naquet et Xavier Fructus en 1968 pour décrire les symptômes complexes combinant des troubles moteurs comme le tremblement décrit initialement comme « helium tremor » en 1965 par le Dr Peter B Bennett (physiologiste de la Royal Navy qui a aussi fondé le Divers Alert Network), les modifications électroencéphalograhiques (EEG) et la somnolence,  qui sont apparus au cours d'une plongée en mélange hélium-oxygène dans un caisson hyperbare à 362 mètres (1,189-ft) réalisée par la COMEX à Marseille. Les origines et les mécanismes de ce syndrome ont été étudiés au cours de diverses plongées entre 1969 et 2010 (Voir notamment les publications de PB Bennett et JC Rostain).

## Cinéma
On voit un exemple de syndrome nerveux des hautes pressions (SNHP) dans le film Abyss (1989) de James Cameron (pour lequel le Dr Peter Bennett fut consultant).